# Maamora (Saida)
Maamora è un comune dell'Algeria, situato nella provincia di Saida.